# تصادف هوایی گرند کنیون در سال 1956
برخورد هوایی گرند کنیون در سال ۱۹۵۶ در غرب ایالات متحده، در ۳۰ ژوئن ۱۹۵۶ رخ داد، زمانی که یک هواپیمای داگلاس دی‌سی-۷ یونایتد ایر لاینز با یک هواپیمای لاکهید ال-۱۰۴۹ سوپر کانستلیشن ترنس ورلد ایرلاینز بر فراز پارک ملی گرند کنیون، آریزونا برخورد کرد. هواپیمای اول به درون دره سقوط کرد در حالی که هواپیمای دیگر به صخره برخورد کرد. تمام ۱۲۸ سرنشین هر دو هواپیما جان باختند و این اولین حادثه هواپیمایی تجاری بود که از مرز صد کشته گذشت. این هواپیماها با فاصله چند دقیقه از یکدیگر از فرودگاه بین‌المللی لس‌آنجلس پرواز کرده و به ترتیب به سمت شیکاگو و کانزاس سیتی حرکت کرده بودند. این برخورد در فضای هوایی کنترل نشده رخ داد، جایی که مسئولیت خلبانان حفظ جدایی ("دیدن و دیده شدن") بود. این امر وضعیت قدیمی کنترل ترافیک هوایی را برجسته کرد، که به کانون اصلاحات عمده هوانوردی تبدیل شد.